# Los Jaivas
Los Jaivas is een Chileense muziekgroep opgericht in 1963 in Viña del Mar, Chili. Zij worden beschouwd als een van de belangrijkste en invloedrijkste artiesten in Latijns-Amerika.

## Geschiedenis
Los Jaivas startten hun carrière in 1963 als een tropische muziekband voor feesten in Viña del Mar. Ze werden later bekend in de Chileense muziekscene als een progressieve-rock-andino-groep, die rock combineerde met Zuid-Amerikaanse ancestrale muziek. De gebroeders Parra ontmoetten Mario Mutis en Eduardo "Gato" Alquinta (gato is het Spaanse woord voor kat) in hun kindertijd en gingen samen muziek maken. Ze verwierven bekendheid in Viña del Mar, door op diverse feesten en shows te spelen onder de naam The High Bass.
De band vluchtte naar Argentinië nadat de militaire dictatuur in Chili de macht had overgenomen. In 1977 vertrokken ze naar Frankrijk, waar ze voor lange tijd verbleven. De eerste grote omslag in de band vond plaats in 1988 toen Gabriel in Peru omkwam bij een auto-ongeluk. Zijn dochter Juanita nam zijn plaats in achter de drums.
In januari 2003 overleed de frontman, Gato Alquinta, in Coquimbo, Chili, aan een hartaanval tijdens het zwemmen in zee. Gato's drie zonen voegden zich spoedig bij de band om hem te vervangen: Ankatu (gitaar), Eloy (saxofoon) en Aurora (zang). Aurora verliet de band kort na haar toetreding, en Eloy stierf aan een hartaanval in 2004. Ankatu is sinds 2013 geen lid meer van de band.

## Naam
De oorspronkelijke naam van de band, voorgesteld door Rolando Fuentes (een vriend van stichtend lid Claudio Parra tijdens de middelbare school) was High-Bass. In die tijd was het in Chili gebruikelijk om Engelse namen te gebruiken voor muziekgroepen. Een andere bron geeft aan dat de naam een verwijzing is naar het verschil in lengte tussen de leden, aangezien het woord in het Spaans voor basgitaar hetzelfde is als dat voor klein (bajo). Nog een andere bron verklaart de naam als een verwijzing naar de basgitaar die op een zeer hoog volume werd bespeeld in vergelijking met de andere instrumenten.
In hun vormingsjaren speelden zij muziek in de trant van Mambo's, Cumbias en Chachachas, genres die volledig indruisten tegen wat zij later zouden gaan spelen, hoewel 'Los Jaivas' zeker veel elementen van deze genres gebruiken.
Ze realiseerden zich al snel dat een Engelstalige naam niet geschikt was voor een folkband, dus veranderden ze hem in Jaivas (HIGH-BASS), de "Chileense" uitspraak van "High Bass" die echter geen rekening houdt met het feit dat 'bass' (het muziekinstrument) rijmt op 'base' en 'lace' in het Engels, in tegenstelling tot het woord 'bass' (de vis) dat rijmt op 'cass' en 'lass', en dat is hoe de lettergreep vas wordt uitgesproken in de naam van de band. 
'Jaivas' is een misspelling van het woord 'jaibas' het woord voor krab (het schaaldier).

## Hommage
De band vierde zijn 50-jarig bestaan tijdens een open concert op de voorgevel van het Nationaal Museum voor Beeldende Kunsten van Santiago de Chili. Speciale gasten waren onder meer Inti-Illimani, Los Tres en Congreso. Het concert trok een menigte van meer dan 60.000 mensen, wat voor grote opschudding in de stad zorgde, en de politie moest ingrijpen met waterkanonnen.

## Biopic
In maart 2013, hetzelfde jaar als de viering van de 50e verjaardag van de band, overtuigde de Chileens-Nederlandse filmmaker Erasmo de la Parra (zoon van Claudio Parra) de muzikanten om een biopic te maken gebaseerd op het scheppende traject van de band, van The High Bass tot de tijd dat ze bekend werden als Los Jaivas in Viña del Mar in het begin van de jaren zestig. In mei 2019 liet de regisseur op de officiële Facebookpagina van de film weten dat de productie lange onderhandelingen met Netflix zou hebben doorlopen, maar dat het productiehuis uiteindelijk voor andere projecten had gekozen. De film, getiteld The High Bass, is in preproductie met een nog onbekende releasedatum, met de deelname van Belgische, Nederlandse en Britse producenten.

## Leden
- Alan Reale (gitaar, zang)
- Juanita Parra (drums)
- Mario Mutis (zang, elektrische gitaar, bas, percussie)
- Claudio Parra (piano, zang)
- Francisco Bosco (saxofoon, orgel)
- Carlos Cabezas (charango, zang, viool, fluit)

### Voormalige bandleden
- Ankatu Alquinta (zang, gitaar)
- Gabriel Parra † (drums)
- Eduardo "Gato" Alquinta † (zang, gitaar)
- Eduardo Parra (orgel, percussie)
- Eloy Alquinta † (zang, saxofoon, percussie)
- Aurora Alquinta (zang)
- Carlos Edumuybueno (gitaar)
- Julio Anderson (bas)
- Carlos Canzani (bas, gitaar)
- Alberto Ledo (charango, quena)
- Marcelo Muñoz (drums)
- Fernando Flores (bas)

## Discografie
- El Volantín 1971
- Todos juntos 1972
- La Ventana 1973
- Palomita blanca (Film soundtrack) 1973 (uitgebracht in 1992)
- Sueños de América 1974 (uitgebracht in 1979)
- Los Jaivas (El indio) 1975
- Canción Del Sur 1977
- Mambo de Machaguay (compilatie) 1978
- Alturas de Macchu Picchu (gebaseerd op teksten uit Canto General door Pablo Neruda ) 1981
- Aconcagua 1982
- Obras de Violeta Parra 1984 (Gebaseerd op de folkloristische muziekstukken van zangeres Violeta Parra)
- Si Tú No Estás 1989
- Hijos de la Tierra 1995
- Trilogia: El Rencuentro 1997
- Mamalluca 1999
- En El Bar-Restaurant Lo Que Nunca Se Supo (Compilatie) 2000
- Los Jaivas En Concierto: Gira Chili 2000 (Live) 2000
- Arrebol 2001
- Obras Cumbres (compilatie) 2003
- La Vorágine I, Pan Negro (Improvisaties 1969-70) 2003
- La Vorágine II, La Reforma (Improvisaties 1969-70) 2003
- La Vorágine III, El Tótem (Improvisaties 1969-70) 2003
- La Vorágine IV, Mucha Intensidad (Improvisaties 1969-70) 2003
- La Vorágine V, ¿Qué Hacer? (Improvisaties 1969-70) 2003
- Serie de Oro: Grandes Exitos (compilatie) 2004